# Yuanshou
L'ère Yuanshou, ou Yuan-cheou (122-117 av. J.-C.) (chinois traditionnel et simplifié : 元狩 ; pinyin : Yuánshòu ; litt. « Première chasse hivernale ») est la quatrième ère chinoise de l'empereur Wudi de la dynastie Han.
Tout comme les premières ères du règne de Wudi, l'ère Yuanguang n'a été proclamée que rétroactivement lorsque Wudi institua le système d'ère.
L'ère Yuanshou a été proclamée en référence à la première chasse hivernale organisée par l'empereur Wudi en 122 av. J.-C., lors de laquelle aurait été capturé un qilin unicorne à cinq pattes.
Le lettré Zhao Yi dans son ouvrage Nian er shi zha yi considérait l'ère Yuanshou comme la première des ères chinoises.

## Chronique

### 1reannée(122av. J.-C.)
- Le prince Liu An, roi rebelle de Huainan, est poussé au suicide ainsi que son frère Liu Ci, roi de Lujiang.
- Mort de Zhao Mo deuxième souverain du Nanyue. Son fils Zhao Yingqi lui succède.

### 2deannée(121av. J.-C.)
- expédition de Huo Qubing contre les Xiongnu. Le corridor de Hexi dans le Gansu passe sous le contrôle des Han.

### 4eannée(119av. J.-C.)
- Expédition de Wei Qing et de Huo Qubing contre les Xiongnu. Les Xiongnu sont repoussés au nord.
- Instauration du monopole d'état sur le fer et le sel.
- Mort de Li Guang, le « général volant ».

### 6eannée(117av. J.-C.)
- Mort de Sima Xiangru et de Huo Qubing.

| Yuanshou               | 1re année     | 2de année     | 3e année      | 4e année      | 5e année      | 6e année      |
| ---------------------- | ------------- | ------------- | ------------- | ------------- | ------------- | ------------- |
| Calendrier julien      | 122 av. J.-C. | 121 av. J.-C. | 120 av. J.-C. | 119 av. J.-C. | 118 av. J.-C. | 117 av. J.-C. |
| Calendrier sexagésimal | Jiwei         | Gengshen      | Xinyou        | Renxu         | Guihai        | Jiazi         |